# Чемпіонат НДР з хокею 1951—1952
Чемпіонат НДР з хокею 1952 — чемпіонат НДР, чемпіоном став клуб БСГ Хемі Вайсвассер.

## Підсумкова таблиця
| М  | Команда              | І   | Пер | Н | Пор | Ш      | О  |
| -- | -------------------- | --- | --- | - | --- | ------ | -- |
| 1. | БСГ Хемі Вайсвассер  | 12  | 11  | 0 | 1   | 112:18 | 22 |
| 2. | Вісмут Франкенгаузен | 12  | 11  | 0 | 1   | 95:30  | 22 |
| 3. | ЕТК Кріммічау        | 12  | 6   | 1 | 5   | 58:51  | 13 |
| 4. | БСГ Айнхайт Дрезден  | 12  | 6   | 0 | 6   | 32:47  | 12 |
| 5. | БСГ Айнхайт Берлінер | 12  | 5   | 1 | 6   | 53:67  | 11 |
| 6. | СГ ДВП Берлін        | 12  | 2   | 0 | 10  | 31:141 | 4  |
| 7. | БСГ Апольда          | 12* | 0   | 0 | 12  | 9:31   | 0  |

Скорочення: М = підсумкове місце, І = ігри, Пер = перемоги, Н = нічиї, Пор = поразки, Ш = закинуті та пропущені шайби, О = набрані очки
- Клуб БСГ Апольда провів лише 5 матчів, після чого йому були зараховані поразки.

## Фінальний матч
- 5 травня 1952 БСГ Хемі Вайсвассер — Вісмут Франкенгаузен 6:5 ОТ

## 1 Ліга
| М  | Команда               | І | Пер | Н | Пор | Ш     | О |
| -- | --------------------- | - | --- | - | --- | ----- | - |
| 1. | БСГ Мотор Трептов     | 4 | 4   | 0 | 0   | 26:10 | 8 |
| 2. | БСГ Айнхайт Шенхайде  | 4 | 2   | 1 | 1   | 35:14 | 5 |
| 3. | БСГ Хемі Граншюц      | 2 | 1   | 1 | 0   | 23:18 | 3 |
| 4. | БСГ Турбіне Ерфурт    | 4 | 1   | 0 | 3   | 23:17 | 2 |
| 5. | БСГ Шталь Фюрстенберг | 4 | 0   | 0 | 4   | 7:55  | 0 |

Скорочення: М = підсумкове місце, І = ігри, Пер = перемоги, Н = нічиї, Пор = поразки, Ш = закинуті та пропущені шайби, О = набрані очки